# جیمز موری اروین
جیمز موری اروین (انگلیسی: James Murray Irwin; ۱۳ فوریهٔ ۱۸۵۸ – ۷ نوامبر ۱۹۳۸) فرد نظامی اهل بریتانیا بود. وی همچنین برندهٔ جوایزی همچون دکترای پزشکی و لژیون دونور شده‌است.